# Calyptrophora microdentata
Calyptrophora microdentata är en korallart som beskrevs av Fedor Aleksandrovich Pasternak 1985. Calyptrophora microdentata ingår i släktet Calyptrophora och familjen Primnoidae. Inga underarter finns listade i Catalogue of Life.